# 아메리카 페레라
아메리카 페레라(America Ferrera, 1984년 4월 18일 ~ )는 미국의 배우이다. ABC의 코미디 드라마 《어글리 베티》에서 베티 수아레스 역으로 나오며 알려졌다. 드라마에서 페레라의 연기는 평론들로부터 좋은 평가를 받으며 골든글로브상 텔레비전 시리즈 뮤지컬/코미디 여우주연상, 미국 배우 조합상 코미디 시리즈 여우주연상, 프라임타임 에미상 코미디 시리즈 여우주연상을 수상했다.

## 출연 작품

### 영화
- 드래곤 길들이기 3 - 아스트리드 역 (목소리)
- 덤 머니 - 제니 캠벨 역

### 텔레비전
- 어글리 베티